# Движение за справедливость
Движение за справедливость (урду پاکستان تحريک انصاف‎: Техрик-и-Инсаф) — центристская политическая партия, основанная 25 апреля 1996 года в Лахоре известным пакистанским спортсменом Имраном Ханом. Имея более 10 миллионов членов в Пакистане и за рубежом, она утверждает, что является крупнейшей политической партией страны по количеству первичных членов, а также одной из крупнейших политических партий в мире.

## История
При президентстве Асифа Али Зардари популярность партии Имрана Хана выросла на фоне недовольства населения внутренней и внешней политикой правящей администрации. Население Пакистана недовольно тем, что в стране процветает коррупция, инфляция, терроризм, экстремизм и кумовство. На этом фоне программу Имрана Хана по выводу страны из кризиса поддерживает сотни тысяч человек. Техрик-и-Инсаф позиционирует себя в качестве единственной политической партии, которая сможет вывести Пакистан из затяжного кризиса. Председатель партии Имран Хан утверждает, что правящая элита насквозь коррумпирована и представляет собой феодальный строй, по его мнению — политика, проводимая Асифом Зардари, поставила Пакистан на грань катастрофы. С 2013 года формирует правительство СЗПП.
На выборах 2024 года независимые кандидаты, связанные с движением за справедливость получили 98 мест. Однако партия не участвовала в распределении мест среди женщин и меньшинств.

## Галерея

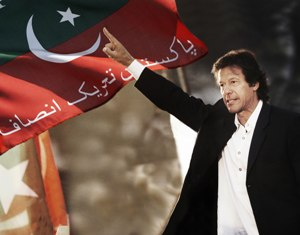
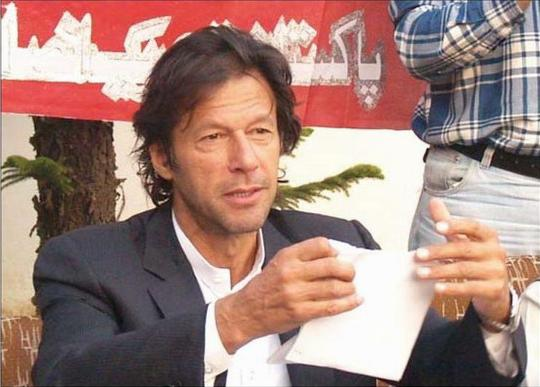
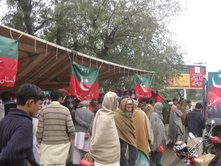
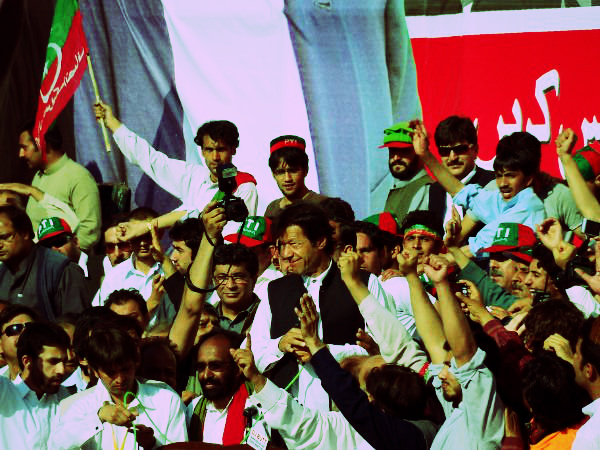